# Campeonato de España de Ciclismo Contrarreloj 2014
La XXI edición del Campeonato de España de Ciclismo Contrarreloj se disputó el 27 de junio de 2014 en Ponferrada (provincia de León), por un circuito que constó de 47,1 km de recorrido, en el mismo recorrido del Campeonato Mundial Contrarreloj que se disputó en septiembre del mismo año.
Participaron 42 ciclistas (13 de ellos amateurs), aunque finalmente fueron 38 (12 amateurs), siendo los equipos más representados el Movistar Team (6 corredores) y Caja Rural-Seguros RGA (4 corredores).
El ganador de la prueba fue Alejandro Valverde que superó a sus compañeros de equipo Ion Izagirre y Jonathan Castroviejo, segundo y tercero respectivamente; de hecho los 6 integrantes del Movistar coparon los 6 primeros puestos. José Antonio de Segovia, octavo de la prueba, fue el campeón en categoría élite (amateurs).

## Clasificación final
| \| Clasificación general \| Clasificación general \| Clasificación general \| Clasificación general \| Clasificación general \| \| Ciclista \| Ciclista \| Equipo \| Tiempo \| \| \| --------------------- \| ----------------------- \| ---------------------- \| --------------------- \| --------------------- \| \| 1.º \| Alejandro Valverde \| Movistar Team \| 58 min 00 s \| \| \| 2.º \| Ion Izagirre \| Movistar Team \| + 56 s \| \| \| 3.º \| Jonathan Castroviejo \| Movistar Team \| + 1 min 04 s \| \| \| 4.º \| Jesús Herrada \| Movistar Team \| + 1 min 06 s \| \| \| 5.º \| Imanol Erviti \| Movistar Team \| + 1 min 19 s \| \| \| 6.º \| Beñat Intxausti \| Movistar Team \| + 1 min 24 s \| \| \| 7.º \| Eloy Teruel \| Jamis-Hagens Berman \| + 1 min 47 s \| \| \| 8.º \| José Antonio de Segovia \| \| + 2 min 18 s \| \| \| 9.º \| Omar Fraile \| Caja Rural-Seguros RGA \| + 2 min 24 s \| \| \| 10.º \| Diego Rubio \| Efapel-Glassdrive \| + 2 min 37 s \| \| |                         |                        |              |
| |                         |                        |              |
| |                         |                        |              |
| Clasificación general |                         |                        |              |
| Ciclista | Ciclista                | Equipo                 | Tiempo       |
| 1.º | Alejandro Valverde      | Movistar Team          | 58 min 00 s  |
| 2.º | Ion Izagirre            | Movistar Team          | + 56 s       |
| 3.º | Jonathan Castroviejo    | Movistar Team          | + 1 min 04 s |
| 4.º | Jesús Herrada           | Movistar Team          | + 1 min 06 s |
| 5.º | Imanol Erviti           | Movistar Team          | + 1 min 19 s |
| 6.º | Beñat Intxausti         | Movistar Team          | + 1 min 24 s |
| 7.º | Eloy Teruel             | Jamis-Hagens Berman    | + 1 min 47 s |
| 8.º | José Antonio de Segovia |                        | + 2 min 18 s |
| 9.º | Omar Fraile             | Caja Rural-Seguros RGA | + 2 min 24 s |
| 10.º | Diego Rubio             | Efapel-Glassdrive      | + 2 min 37 s |